# Barthélemy Prosper Enfantin
Barthélemy Prosper Enfantin (řečený Otec Enfantin; 1796–1864) byl francouzský inženýr a ekonom, který opustil své zaměstnání bankéře, aby se mohl plně věnovat podpoře saint-simonismu. Zakládal jakási výrobní družstva, či manufaktury, kde nemělo docházet k pohlavní segregaci, tedy ani případné diskriminaci na základě pohlaví.
Enfantin měl prý velké nadání při studiu, které ovšem nedokončil, protože byl vyloučen za politickou činnost. A tak se stal obchodníkem s vínem, a později zaměstnancem banky.
Na jeho přednášky chodilo tisíce lidí, nazývali ho také Otec Enfantin, měl také hodně stoupenkyň, neboť propagoval emancipaci. Uskupení těchto posluchačů a vyznavačů Saint-Simonova učení se však zformovalo v jakousi sektu, k čemuž přispíval sám Enfantin hlásáním, že jedním ze způsobů ženské emancipace je volná láska. Zanedlouho se celé hnutí zvrátilo v morálně pokřivenou sektu, mající vlastní rituály (například postřižiny) a oddávající se sexuálním orgiím, což mělo za následek uvěznění Enfantina a rozklad sekty.
Enfantin byl odsouzen pro urážku mravů asi na 1 rok, po propuštění opouští Paříž a vydává se spolu s inženýrem Linantem do Egypta, kde uvažuje o možnosti postavení Suezského průplavu, respektive účastnit se jeho budování a především možnosti na tom vydělat. Je však odmítnut s tím, že je potřeba nejdříve vybudovat přehradu na řece Nil. V roce 1863 se vrací Enfantin se skupinkou druhů do Paříže. Vzdává se i myšlenky účasti na budování Nilské přehrady kvůli špatným poměrům v Egyptě.
Část (nebo části) rozpadlé sekty se však sdružila do nového uskupení, které si říkalo Nové ženy. Jeho členky, které se také nazývaly saintsimonistky, se dožadovaly práva na svobodné rozhodování o svém sexuálním životě, jedna z těchto saintsimonistek měla každé ze svých čtyř dětí s jiným mužem a za žádného se neprovdala, což v tehdejší době budilo odpor a pohoršení.

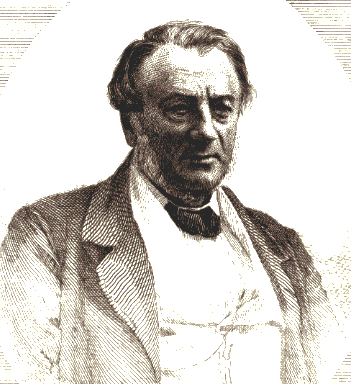
Barthélemy Prosper Enfantin

Mnohé z postojů „Nových žen“ našly svůj odraz ve feminismu 20. století. Toto společenství také vydávalo časopis, do kterého mohly přispívat pouze ženy. Organizace ale neměla dlouhého trvání, svou někdy až trapnou činností však stačila zdiskreditovat francouzské feministické hnutí až do konce devatenáctého století.